# Іван Золотаренко
Іва́н Никифорович Золотаре́нко (дата народж. невід., Корсунь — 17 жовтня 1655, Старий Бихів) — військовий та державний діяч гетьманської України, полковник корсунський (1652) та ніжинський (1652–1655), наказний гетьман сіверський (1654–1655). Один із найближчих соратників Богдана Хмельницького.

## Життєпис
Народився в родині заможного корсунського міщанина. Отримав добру освіту. Його коштом у Корсуні побудували церкву Різдва Христового. Володів маєтностями у Батурині та Глухові.
Декілька разів їздив з посольствами від Богдана Хмельницького до Москви. На посаді корсунського полковника брав участь у Битві під Батогом 1652 р.. У 1653 році призначений полковником Ніжинського полку. У 1653 р. очолював корпус у складі Ніжинського, Чернігівського і Переяславського полків, що прикривав Україну від литовських військ під час військової кампанії під Жванцем.
Як наказний гетьман очолив 20-тисячну українську армію (Ніжинський, Чернігівський і Стародубський полки) у поході на Білорусь. Під його проводом козацькі полки здобули Чечерськ, Гомель, Новий Бихів, Пропойськ, Бобруйськ, Річицю, Мінськ, Вільно, Глуськ, Свіслоч, Койданов та інші. Діючи на теренах ВКЛ, суворо тримав в покорі місцевих жителів.
Загони Золотаренка до початку 1655 року нараховували 6000-8000 осіб. У липні 1655 р. українські війська на чолі з Золотаренком зайняли м. Мінськ і м. Вільно, а потім територію між Вільном та річкою Німан.

«Військові подвиги черкаського гетьмана супроводжувалися, однак, страшними жорстокостями; перед його ім'ям тріпотіли мешканці міст, до яких він наближався; в кращому становищі перебували міста, підкорені царськими воєводами, наприклад, Могильов, який здався 24 серпня Воєйкову і Поклонському, могильовському шляхтичу, виїхавшому добровільно на російську службу і отримавшому звання полковника»

17 жовтня 1655 р. застрелений при облозі Старого Бихова. Похований у Корсуні, до нашого часу могила не збереглася. Під час відспівування, 28 грудня 1655 р., яке правив протопоп Максим Филимонович, в Миколаївській церкві, де стояла труна з тілом Івана Золотаренка, від перевернутої свічки сталася пожежа, унаслідок чого згоріло понад 430 осіб. Після пожежі Василь Золотаренко відшукав обгорілий труп брата і поховав його. Легенда про поховання Івана Золотаренка була записана Люціаном Семеньським.

## Родина
Був одружений з дочкою чернігівського полковника Івана Аврамовича.
Мав брата Василя, який після його смерті деякий час виконував обов'язки ніжинського полковника (1655–1656).
Шурин гетьмана Богдана Хмельницького. Сестра Ганна — третя дружина Богдана Хмельницького.

## В літературі
У творчості відомого поета й письменника Євгена Гребінки є повість «Ніжинський полковник Золотаренко» (написана 1842 року), у якій описана легенда про загибель славетного козацького полковника Війська Запорозького.

## Вшанування пам'яті
У Корсуні-Шевченківському одна з вулиць має ім'я Івана Золотаренка.
У місті Чигирин є провулок Золотаренка.
23 листопада 2018 року на честь Івана Золотаренка в Ніжині на Стіні Героїв було встановлено меморіальну дошку.
У місті Чернігів вулицю Шевцової перейменували на вулицю Івана Золотаренка.

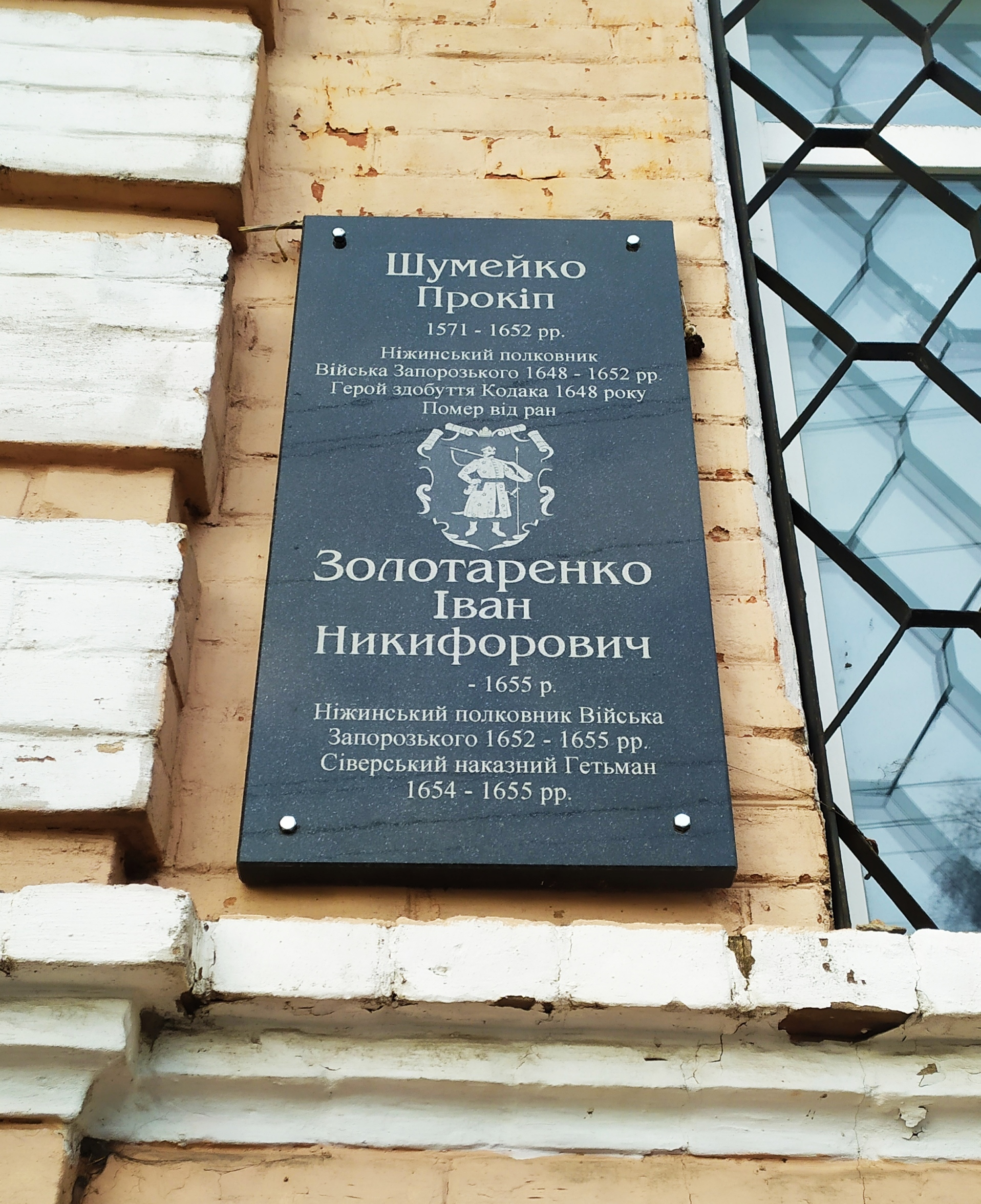
Пам'ятна дошка Прокіпу Шумейко та Івану Золотаренко